# Sven Landberg
Sven Axel Richard Landberg (Stockholm, 6 december 1888 - aldaar, 11 april 1962) was een Zweeds turner.
Landberg won tijdens de Olympische Zomerspelen 1908 de gouden medaille met het Zweedse team. Vier jaar later in eigen land won Landberg wederom olympisch goud wederom met bij het teamonderdeel Zweeds systeem.

## Olympische Zomerspelen
| Jaar | Plaats    | Resultaten           |
| ---- | --------- | -------------------- |
| 1908 | Londen    | team                 |
| 1912 | Stockholm | Zweedse systeem team |